# Leichtathletik-Asienmeisterschaften 2019
Die 23. Leichtathletik-Asienmeisterschaften wurden vom 21. bis 24. April in Doha, der Hauptstadt Katars ausgetragen. Damit richtete der Golfstaat zum ersten Mal diese Meisterschaften aus. Die einzelnen Sieger erhielten ein Freilos für die Weltmeisterschaften im September, die ebenfalls in Doha stattfanden.

## Männer

### 100 m
| Platz | Athlet              | Land | Zeit (s) |
| ----- | ------------------- | ---- | -------- |
| 1     | Yoshihide Kiryū     | JPN  | 10,10    |
| 2     | Lalu Muhammad Zohri | INA  | 10,13 NR |
| 3     | Wu Zhiqiang         | CHN  | 10,18 PB |
| 4     | Andrew Fisher       | BRN  | 10,20    |
| 5     | Yang Chun-han       | TPE  | 10,28 SB |
| 6     | Kim Kuk-young       | KOR  | 26,22    |
| –     | Hassan Taftian      | IRI  | DNS      |
| –     | Ryōta Yamagata      | JPN  | DNS      |

Finale: 22. April
Wind: +1,5 m/s

### 200 m
| Platz | Athlet                    | Land | Zeit (s) |
| ----- | ------------------------- | ---- | -------- |
| 1     | Xie Zhenye                | CHN  | 20,33    |
| 2     | Yūki Koike                | JPN  | 20,55    |
| 3     | Salem Eid Yaqoob          | BRN  | 20,84    |
| 4     | Noureddin Hadid           | LBN  | 20,85 NR |
| 5     | Ko Seung-hwan             | KOR  | 20,94    |
| –     | Femi Ogunode              | QAT  | DNF      |
| –     | Fahhad Mohammed al-Subaie | KSA  | DNS      |
| –     | Mohamed Obaid al-Saadi    | OMA  | DNS      |

Finale: 24. April
Wind: +1,7 m/s

### 400 m
| Platz | Athlet              | Land | Zeit (s) |
| ----- | ------------------- | ---- | -------- |
| 1     | Youssef Karam       | KUW  | 44,84 NR |
| 2     | Abubakar Abbas      | BRN  | 45,14 PB |
| 3     | Michail Litwin      | KAZ  | 45,25 NR |
| 4     | Arokia Rajiv        | IND  | 45,37 PB |
| 5     | Julian Walsh        | JPN  | 45,55    |
| 6     | Taha Hussein Yaseen | IRQ  | 45,74 NR |
| 7     | Muhammed Anas       | IND  | 46,10    |
| -     | Rikuya Itō          | JPN  | DSQ      |

Finale: 22. April

### 800 m
| Platz | Athlet                       | Land | Zeit (min) |
| ----- | ---------------------------- | ---- | ---------- |
| 1     | Abubaker Haydar Abdalla      | QAT  | 1:44,33 WL |
| 2     | Ebrahim al-Zofairi           | KUW  | 1:46,88 SB |
| 3     | Jamal Hairane                | QAT  | 1:47,27    |
| 4     | Abdirahman Saeed Hassan      | QAT  | 1:47,71    |
| 5     | Li Junlin                    | CHN  | 1:47,89 PB |
| 6     | Takumi Murashima             | JPN  | 1:52,32    |
| 7     | Mohammed Afsal Pulikkalakath | IND  | 1:54,68    |
| –     | Jinson Johnson               | IND  | DNF        |

Finale: 22. April

### 1500 m
| Platz | Athlet                  | Land | Zeit (min) |
| ----- | ----------------------- | ---- | ---------- |
| 1     | Abraham Rotich          | BRN  | 3:42,85 SB |
| 2     | Ajay Kumar Saroj        | IND  | 3:43,18 SB |
| 3     | Adam Ali Mousab         | QAT  | 3:43,18 SB |
| 4     | Mohammed Tiouali        | BRN  | 3:44,07 SB |
| 5     | Ryōji Tatezawa          | JPN  | 3:44,70    |
| 6     | Amir Moradi             | IRI  | 3:44,75 SB |
| 7     | Kazuyoshi Tamogami      | JPN  | 3:45,15    |
| 8     | Muhand Khamis Saifeldin | QAT  | 3:45,61    |

Finale: 24. April

### 5000 m
| Platz | Athlet               | Land | Zeit (min)  |
| ----- | -------------------- | ---- | ----------- |
| 1     | Birhanu Balew        | BRN  | 13:37,42    |
| 2     | Hiroki Matsueda      | JPN  | 13:45,44    |
| 3     | Hazuma Hattori       | JPN  | 13:47,82    |
| 4     | Gavit Murli Kumar    | IND  | 13:48,99 PB |
| 5     | Abhishek Pal         | IND  | 13:56,09 SB |
| 6     | Yaser Salem Bagharab | QAT  | 13:56,30 PB |
| 7     | Jalil Naseri         | IRI  | 14:09,17    |
| 8     | Nguyễn Văn Lai       | VIE  | 14:26,81    |

24. April
Der ursprüngliche Zweitplatzierte Albert Rop aus Bahrain sowie der Siebtplatzierte Iraner Hossein Keyhani wurden nachträglich wegen eines Dopingverstoßes disqualifiziert

### 10.000 m
| Platz | Athlet            | Land | Zeit (min)  |
| ----- | ----------------- | ---- | ----------- |
| 1     | Dawit Fikadu      | BRN  | 28:26,30 PB |
| 2     | Gavit Murli Kumar | IND  | 28:38,34 PB |
| 3     | Tetsuya Yoroizaka | JPN  | 28:44,86    |
| 4     | Duo Bujie         | CHN  | 28:57,31 SB |
| 5     | Hiroki Abe        | JPN  | 29:17,47    |
| 6     | Peng Jianhua      | CHN  | 29:40,32 SB |
| 7     | Abhishek Pal      | IND  | 29:51,28    |
| 8     | Jalil Naseri      | IRN  | 30:06,16    |

21. April
Der ursprüngliche Zweitplatzierte Hassan Chani aus Bahrain wurde nachträglich wegen eines Dopingverstoßes disqualifiziert.

### 110 m Hürden
| Platz | Athlet                  | Land | Zeit (s)       |
| ----- | ----------------------- | ---- | -------------- |
| 1     | Xie Wenjun              | CHN  | 13,21 WL CR PB |
| 2     | Yaqoub Mohamed al-Youha | KUW  | 13,35 NR       |
| 3     | Chen Kuei-ru            | TPE  | 13,39 NR       |
| 4     | Shunya Takayama         | JPN  | 13,59          |
| 5     | Taiō Kanai              | JPN  | 13,64          |
| 6     | Dawid Jefremow          | KAZ  | 13,83 PB       |
| 7     | Zeng Jianhang           | CHN  | 13,85 SB       |
| 8     | Mui Ching Yeung         | HKG  | 13,96          |

Finale: 24. April

Wind: +1,7 m/s

### 400 m Hürden
| Platz | Athlet                 | Land | Zeit (s)    |
| ----- | ---------------------- | ---- | ----------- |
| 1     | Abderrahman Samba      | QAT  | 47,51 CR WL |
| 2     | Chen Chieh             | TPE  | 48,92 PB    |
| 3     | Jabir Madari Pillyalil | IND  | 49,13 PB    |
| 4     | Bassem Hemeida         | QAT  | 49,45 PB    |
| 5     | Takatoshi Abe          | JPN  | 49,74       |
| 6     | Mahdi Pirjahan         | IRI  | 50,18 NR    |
| 7     | Yu Chia-hsuan          | TPE  | 51,31       |
| 8     | Mehboob Ali            | PAK  | 50,94       |

Finale: 22. April

### 3000 m Hindernis
| Platz | Athlet               | Land | Zeit (min) |
| ----- | -------------------- | ---- | ---------- |
| 1     | John Kibet Koech     | BRN  | 8:25,87 WL |
| 2     | Avinash Sable        | IND  | 8:30,19    |
| 3     | Kazuya Shiojiri      | JPN  | 8:32,25    |
| 4     | Hossein Keyhani      | IRI  | 8:36,44 SB |
| 5     | Yaser Salem Bagharab | QAT  | 8:45,80 SB |
| 6     | Kōsei Yamaguchi      | JPN  | 8:47,07    |
| 7     | Tu Wenji             | CHN  | 8:47,37 PB |
| 8     | Shakar Lal Swami     | IND  | 8:53,02    |

21. April

### 4 × 100 m Staffel
| Platz | Land                | Athleten                                                                                     | Zeit (s) |
| ----- | ------------------- | -------------------------------------------------------------------------------------------- | -------- |
| 1     | Thailand            | Ruttanapon Sowan Bandit Chuangchai Jirapong Meenapra Siripol Punpa                           | 38,99    |
| 2     | Chinesisch Taipeh   | Wei Yi-ching Wang Wei-hsu Yang Chun-han Lin Hung-min                                         | 39,18    |
| 3     | Oman                | Mohamed al-Balushi Barakat al-Harthi Mohamed Obaid al-Saadi Ammar al-Saifi                   | 39,36 NR |
| 4     | Saudi-Arabien       | Ahmed Mabrouk al-Majrashi Mohamed Daoud Abdullah Fahhad Mohammed al-Subaie Ahmed al-Muwallad | 39,52    |
| 5     | Hongkong            | Tang Yik Chun Lee Hong Kit Rico Tse Yee Hin Tsui Chi Ho                                      | 39,91    |
| 6     | Philippinen         | Francis Medina Anfernee Lopena Clinton Kingsley Bautista Eric Cray                           | 40,10    |
| –     | Volksrepublik China | Wu Zhiqiang Xie Zhenye Liang Jinsheng Jiang Hengnan                                          | DSQ      |
| –     | Südkorea            | –                                                                                            | DNS      |

Finale: 23. April
Die ursprünglich siegreiche chinesische Staffel wurde wegen einer Bahnübertretung (IWR 163.3a) disqualifiziert. Im Vorlauf stellte die Thailändische Mannschaft mit 38,72 s einen neuen Meisterschafts- und Landesrekord auf.

### 4 × 400 m Staffel
| Platz | Land                | Athleten                                                                                 | Zeit (min) |
| ----- | ------------------- | ---------------------------------------------------------------------------------------- | ---------- |
| 1     | Japan               | Julian Walsh Kentarō Satō Rikuya Itō Kōta Wakabayashi                                    | 3:02,94    |
| 2     | Volksrepublik China | Lu Zhiquan Wu Lei Yang Lei Wu Yuang                                                      | 3:03,55 NR |
| 3     | Katar               | Ashraf Hussen Osman Abubaker Haydar Abdalla Bassem Hemeida Abderrahman Samba             | 3:03,95    |
| 4     | Thailand            | Apisit Chamsri Nattapong Kongkraphan Jirayu Pleenaram Phitchaya Sunthonthuam             | 3:10,28    |
| 5     | Malediven           | Nujoom Hassan Ibadulla Adam Ibrahim Ashfan Ali Hussain Riza                              | 3:30,59    |
| –     | Indien              | Kunhu Muhammed K. S. Jeevan Muhammed Anas Arokia Rajiv                                   | DSQ        |
| –     | Irak                | Yasir Ali al-Saadi Ihab Jabbar Hashim Mohammed Abdulridha al-Tameemi Taha Hussein Yaseen | DSQ        |

24. April
Die ursprünglich zweitplatzierte indische Staffel wurde wegen einer Behinderung (IWR 163.2) disqualifiziert. Die ursprünglich auf Rang 5 eingelaufene irakische Staffel wurde wegen eines falsch ausgeführten Wechsels (IWR 170.19) disqualifiziert.

### Hochsprung
| Platz | Athlet                | Land | Höhe (m) |
| ----- | --------------------- | ---- | -------- |
| 1     | Majd Eddin Ghazal     | SYR  | 2,31 =WL |
| 2     | Takashi Etō           | JPN  | 2,29     |
| 3     | Naoto Tobe            | JPN  | 2,26     |
| 4     | Lee Hup Wei           | MAS  | 2,26     |
| 5     | Sun Zhao              | CHN  | 2,23 SB  |
| 6     | Nauraj Singh Randhawa | MAS  | 2,23 SB  |
| 7     | Mahamat Hamdi         | QAT  | 2,19 SB  |
| 7     | Woo Sang-hyeok        | KOR  | 2,19     |

Finale: 24. April

### Stabhochsprung
| Platz | Athlet              | Land | Höhe (m)   |
| ----- | ------------------- | ---- | ---------- |
| 1     | Ernest Obiena       | PHI  | 5,71 CR NR |
| 2     | Zhang Wei           | CHN  | 5,66 PB    |
| 3     | Huang Bokai         | CHN  | 5,66 SB    |
| 4     | Jin Min-sub         | KOR  | 5,61 SB    |
| 5     | Patsapong Amsam-Ang | THA  | 5,51 SB    |
| 6     | Masaki Ejima        | JPN  | 5,51       |
| 7     | Seito Yamamoto      | JPN  | 5,51       |
| 8     | Sergei Grigorjew    | KAZ  | 5,51       |

21. April

### Weitsprung
| Platz | Athlet                 | Land | Weite (m)   |
| ----- | ---------------------- | ---- | ----------- |
| 1     | Yūki Hashioka          | JPN  | 8,22 =WL PB |
| 2     | Zhang Yaoguang         | CHN  | 8,13 SB     |
| 3     | Huang Changzhou        | CHN  | 7,97 SB     |
| 4     | Lin Chia-hsing         | TPE  | 7,95        |
| 5     | Shōtarō Shiroyama      | JPN  | 7,78        |
| 6     | Lin Hung-min           | TPE  | 7,66        |
| 7     | G. K. D. S. Piyarathna | SRI  | 7,65        |
| 8     | Janaka Prasad          | SRI  | 7,49        |

Finale: 24. April

### Dreisprung
| Platz | Athlet                 | Land | Weite (m) |
| ----- | ---------------------- | ---- | --------- |
| 1     | Ruslan Qurbonov        | UZB  | 16,93 PB  |
| 2     | Zhu Yaming             | CHN  | 16,87 w   |
| 3     | Xu Xiaolong            | CHN  | 16,81     |
| 4     | Pratchaya Tepparak     | THA  | 16,27     |
| 5     | Mark Harry Diones      | PHI  | 16,24     |
| 6     | Greshan Dhananjaya     | SRI  | 16,16     |
| 7     | Ryōma Yamamoto         | JPN  | 16,04     |
| 8     | Muhammad Hakimi Ismail | MAS  | 15,83     |

Finale: 22. April

### Kugelstoßen
| Platz | Athlet              | Land | Weite (m) |
| ----- | ------------------- | ---- | --------- |
| 1     | Tejinder Pal Singh  | IND  | 20,22 SB  |
| 2     | Wu Jiaxing          | CHN  | 20,03 PB  |
| 3     | Iwan Iwanow         | KAZ  | 19,09     |
| 4     | Mehrdelan Shahin    | IRI  | 18,71 SB  |
| 5     | Abdelrahman Mahmoud | BRN  | 18,68 NR  |
| 6     | Jung Il-woo         | KOR  | 18,64     |
| 7     | Meshari Suroor Saad | KUW  | 18,62     |
| 8     | Li Jun              | CHN  | 18,24     |

22. April

### Diskuswurf
| Platz | Athlet                | Land | Weite (m) |
| ----- | --------------------- | ---- | --------- |
| 1     | Ehsan Hadadi          | IRI  | 65,95 CR  |
| 2     | Behnam Shiri Jabilou  | IRI  | 60,89     |
| 3     | Musaeb al-Momani      | JOR  | 58,27 SB  |
| 4     | Masateru Yugami       | JPN  | 57,90 SB  |
| 5     | Moaaz Mohamed Ibrahim | QAT  | 59,80 SB  |
| 6     | Ivan Markelov         | UZB  | 55,80     |
| 7     | Wei Zidong            | CHN  | 55,28 SB  |
| 8     | Lee Hyung-jae         | KOR  | 55,23 SB  |

21. April

### Hammerwurf
| Platz | Athlet                 | Land | Weite (m) |
| ----- | ---------------------- | ---- | --------- |
| 1     | Dilschod Nasarow       | TJK  | 76,14 SB  |
| 2     | Ashraf Amgad el-Seify  | QAT  | 73,76     |
| 3     | Suhrob Xoʻjayev        | UZB  | 72,85     |
| 4     | Ali Mohamed al-Zankawi | KUW  | 70,91     |
| 5     | Lee Yoon-chul          | KOR  | 69,81     |
| 6     | Wang Shizhu            | CHN  | 68,89     |
| 7     | Guo Kun                | CHN  | 67,01     |
| 8     | Jackie Wong Siew Cheer | MAS  | 67,01 NR  |

Finale: 24. April

### Speerwurf
| Platz | Athlet            | Land | Weite (m)   |
| ----- | ----------------- | ---- | ----------- |
| 1     | Cheng Chao-tsun   | TPE  | 86,72 WL CR |
| 2     | Shivpal Singh     | IND  | 86,23 PB    |
| 3     | Ryōhei Arai       | JPN  | 81,93       |
| 4     | Huang Shih-feng   | TPE  | 81,46 SB    |
| 5     | Liu Qizhen        | CHN  | 80,19 SB    |
| 6     | Arshad Nadeem     | PAK  | 78,55 SB    |
| 7     | Ma Qun            | CHN  | 76,31       |
| 8     | Sumeda Ranasinghe | SRI  | 73,50       |

22. April

### Zehnkampf
| Platz | Athlet                       | Land | Punkte  |
| ----- | ---------------------------- | ---- | ------- |
| 1     | Keisuke Ushiro               | JPN  | 7872 SB |
| 2     | Majed Radhi al-Sayed         | KUW  | 7838 NR |
| 3     | Akihiko Nakamura             | JPN  | 7837 SB |
| 4     | Hu Yufei                     | CHN  | 7616 PB |
| 5     | Abd el-Sajjad Saadoun Nasser | IRQ  | 7110 NR |
| 6     | Marat Khaydarov              | UZB  | 6223 SB |
| –     | Gong Kewei                   | CHN  | DNF     |
| –     | Mohamed Ahmed al-Mannai      | QAT  | DNF     |
| –     | Aries Toledo                 | PHI  | DNF     |

22./23. April

## Frauen

### 100 m
| Platz | Athletin         | Land | Zeit (s)    |
| ----- | ---------------- | ---- | ----------- |
| 1     | Olga Safronowa   | KAZ  | 11,17 CR SB |
| 2     | Liang Xiaojing   | CHN  | 11,28       |
| 3     | Wei Yongli       | CHN  | 11,37       |
| 4     | Dutee Chand      | IND  | 11,44       |
| 5     | Iman Essa Jasim  | BRN  | 11,55       |
| 6     | Anna Bulanowa    | KGZ  | 11,61       |
| 7     | Supawan Thipat   | THA  | 11,64 PB    |
|       | Nigina Sharipova | UZB  | DSQ         |

Finale: 22. April
Wind: +1,8 m/s
Die ursprünglich viertplatzierte Usbekin Nigina Sharipova wurde nachträglich wegen eines Dopingverstoßes disqualifiziert.

### 200 m
| Platz | Athletin         | Land | Zeit (s)    |
| ----- | ---------------- | ---- | ----------- |
| 1     | Salwa Eid Naser  | BRN  | 22,74 CR PB |
| 2     | Olga Safronowa   | KAZ  | 22,87 SB    |
| 3     | Dutee Chand      | IND  | 23,24 SB    |
| 4     | Edidiong Odiong  | BRN  | 23,24 SB    |
| 5     | Ge Manqi         | CHN  | 23,34 SB    |
| 6     | Kong Lingwei     | CHN  | 23,42       |
| 7     | Anna Bulanowa    | KGZ  | 23,70       |
|       | Nigina Sharipova | UZB  | DSQ         |

Finale: 24. April
Wind: +1,2 m/s
Die ursprünglich fünftplatzierte Usbekin Nigina Sharipova wurde nachträglich wegen eines Dopingverstoßes disqualifiziert.

### 400 m
| Platz | Athletin             | Land | Zeit (s) |
| ----- | -------------------- | ---- | -------- |
| 1     | Salwa Eid Naser      | BRN  | 51,34 SB |
| 2     | Elina Michina        | KAZ  | 53,19 SB |
| 3     | M. R. Poovamma       | IND  | 53,21    |
| 4     | Mae Hirosawa         | JPN  | 53,54    |
| 5     | Swetlana Golendowa   | KAZ  | 53,83 PB |
| 6     | Nadeesha Ramanayake  | LKA  | 53,98    |
| 7     | Kristina Pronschenko | TJK  | 54,56    |
| 8     | Zainab Mohammed      | BRN  | 54,61    |

Finale: 21. April

### 800 m
| Platz | Athletin              | Land | Zeit (min) |
| ----- | --------------------- | ---- | ---------- |
| 1     | Wang Chunyu           | CHN  | 2:02,96 SB |
| 2     | Margarita Mukaschewa  | KAZ  | 2:03,83 SB |
| 3     | Gayanthika Abeyrathne | SRI  | 2:05,74    |
| 4     | Marta Yota            | BRN  | 2:07,59    |
| 5     | Ayano Shiomi          | JPN  | 2:07,70    |
| 6     | Nimali Liyanarachchi  | SRI  | 2:08,69    |
| 7     | Hu Zhiying            | CHN  | 2:10,36    |
|       | Gomathi Marimuthu     | IND  | DSQ        |

Finale: 22. April
Die ursprüngliche Siegerin Gomathi Marimuthu aus Indien wurde nachträglich wegen eines Dopingverstoßes disqualifiziert.

### 1500 m
| Platz | Athletin            | Land | Zeit (min) |
| ----- | ------------------- | ---- | ---------- |
| 1     | P. U. Chitra        | IND  | 4:14,56    |
| 2     | Tigist Gashaw       | BRN  | 4:14,81    |
| 3     | Winfred Mutile Yavi | BRN  | 4:16,18 PB |
| 4     | Ran Urabe           | JPN  | 4:17,90    |
| 5     | Nguyễn Thị Oanh     | VIE  | 4:19,64 SB |
| 6     | Zheng Xiaoqian      | CHN  | 4:21,03 SB |
| 7     | Tatjana Nerosnak    | KAZ  | 4:21,48 PB |
| 8     | Gulschanoi Satarowa | KGZ  | 4:22,31 PB |

24. April

### 5000 m
| Platz | Athletin                 | Land | Zeit (min)  |
| ----- | ------------------------ | ---- | ----------- |
| 1     | Winfred Mutile Yavi      | BRN  | 15:28,87 PB |
| 2     | Bontu Rebitu             | BRN  | 15:29,60 SB |
| 3     | Parul Chaudhary          | IND  | 15:36,03 PB |
| 4     | Sanjivani Jadhav         | IND  | 15:41,12    |
| 5     | Li Dan                   | CHN  | 15:43,33 PB |
| 6     | Nozomi Tanaka            | JPN  | 15:44,59    |
| 7     | Zhao Yanli               | CHN  | 16:05,39    |
| 8     | Tomomi Musembi Takamatsu | JPN  | 16:08,16    |

21. April

### 10.000 m
| Platz | Athletin         | Land | Zeit (min)     |
| ----- | ---------------- | ---- | -------------- |
| 1     | Shitaye Eshete   | BRN  | 31:15,62 CR SB |
| 2     | Hitomi Niiya     | JPN  | 31:22,63 SB    |
| 3     | Xia Yuyu         | CHN  | 33:02,31 PB    |
| 4     | Ahn Seul-ki      | KOR  | 33:13,17 SB    |
| 5     | Yūka Hori        | JPN  | 33:15,65       |
| 6     | Zhang Deshun     | CHN  | 34:09,63 SB    |
|       | Sanjivani Jadhav | IND  | DSQ            |

23. April
Der ursprünglichen drittplatzierten Inderin Sanjivani Jadhav wurde die Bronzemedaille nachträglich wegen eines Dopingverstoßes aberkannt.

### 100 m Hürden
| Platz | Athletin              | Land | Zeit (s) |
| ----- | --------------------- | ---- | -------- |
| 1     | Ayako Kimura          | JPN  | 13,13    |
| 2     | Chen Jiamin           | CHN  | 13,24 PB |
| 3     | Masumi Aoki           | JPN  | 13,28    |
| 4     | Lui Lai Yiu           | HKG  | 13,32 NR |
| 5     | Wu Yanni              | CHN  | 13,33 SB |
| 6     | Hsieh Hsi-en          | TPE  | 13,37 PB |
| 7     | Jung Hye-lim          | KOR  | 13,50    |
| 8     | Äigerim Schynasbekowa | KAZ  | 13,50 SB |

Finale: 24. April

Wind: +1,3 m/s

### 400 m Hürden
| Platz | Athletin           | Land | Zeit (s) |
| ----- | ------------------ | ---- | -------- |
| 1     | Quách Thị Lan      | VIE  | 56,10 SB |
| 2     | Aminat Yusuf Jamal | BRN  | 56,36 SB |
| 3     | Sarita Gayakwad    | IND  | 57,22    |
| 4     | Eri Utsunomiya     | JPN  | 57,38    |
| 5     | Adelina Achmetowa  | KAZ  | 57,92 PB |
| 6     | Arpitha Manjunatha | IND  | 58,15    |
| 7     | Huang Yan          | CHN  | 58,29 SB |
| 8     | Mo Jiadie          | CHN  | 59,20    |

Finale: 22. April

### 3000 m Hindernis
| Platz | Athletin                | Land | Zeit (min)  |
| ----- | ----------------------- | ---- | ----------- |
| 1     | Winfred Mutile Yavi     | BRN  | 9:46,18 SB  |
| 2     | Xu Shuangshuang         | CHN  | 9:51,76 SB  |
| 3     | Tigist Getent Mekonen   | BRN  | 9:53,96 SB  |
| 4     | U. K. Nilani Rathnayaka | SRI  | 9:58,55     |
| 5     | Parul Chaudhary         | IND  | 10:03,43 PB |
| 6     | Yukari Ishizawa         | JPN  | 10:06,55    |
| 7     | Ro Hyo-gyong            | PRK  | 10:08,00 SB |
| 8     | Nguyễn Thị Oanh         | VIE  | 10:08,45 SB |

23. April

### 4 × 100 m Staffel
| Platz | Land                | Athletinnen                                                                  | Zeit (s) |
| ----- | ------------------- | ---------------------------------------------------------------------------- | -------- |
| 1     | Volksrepublik China | Liang Xiaojing Wei Yongli Kong Lingwei Ge Manqi                              | 42,87 CR |
| 2     | Kasachstan          | Rima Kaschafutdinowa Elina Michina Swetlana Golendowa Olga Safronowa         | 43,36    |
| 3     | Bahrain             | Edidiong Odiong Iman Essa Jasim Hajar al-Khaldi Salwa Eid Naser              | 43,61    |
| 4     | Indien              | Archana Suseentran Veeramani Revathi Kunnath Ranga Dutee Chand               | 43,81    |
| 5     | Thailand            | On-uma Chattha Khanrutai Pakdee Tassaporn Wannakit Supawan Thipat            | 43,99    |
| 6     | Japan               | Ichiko Iki Miku Yamada Shuri Aono Naoka Miyake                               | 44,95    |
| 7     | Singapur            | Clara Goh Si Hui Shanti Pereira Kugapriya Chandran Elizabeth-Ann Tan Shee Ru | 45,78    |

23. April

### 4 × 400 m Staffel
| Platz | Land                | Athletinnen                                                                         | Zeit (min) |
| ----- | ------------------- | ----------------------------------------------------------------------------------- | ---------- |
| 1     | Bahrain             | Aminat Yusuf Jamal Iman Essa Jasim Zainab Mohammed Salwa Eid Naser                  | 3:32,10    |
| 2     | Indien              | Prachi M. R. Poovamma Sarita Gayakwad V. K. Vismaya                                 | 3:32,21    |
| 3     | Japan               | Mae Hirosawa Seika Aoyama Konomi Takeishi Yuna Iwata                                | 3:34,88    |
| 4     | Sri Lanka           | Nadeesha Ramanayake Dilshi Kumarasinghe Upamalika Rathnakumari Nimali Liyanarachchi | 3:35,06 NR |
| 5     | Vietnam             | Nguyễn Thị Oanh Nguyễn Thị Hằng Hoàng Thị Ngọc Quách Thị Lan                        | 3:37,27    |
| 6     | Volksrepublik China | Huang Jiaxin Pan Gaoqin Li Xue Fu Na                                                | 3:37,97    |

24. April

### Hochsprung
| Platz | Athletin              | Land | Höhe (m) |
| ----- | --------------------- | ---- | -------- |
| 1     | Nadiya Dusanova       | UZB  | 1,90     |
| 2     | Nadeschda Dubowizkaja | KAZ  | 1,88 PB  |
| 3     | Svetlana Radzivil     | UZB  | 1,88     |
| 4     | Lu Jiawen             | CHN  | 1,80     |
| 5     | Shieriai Tsuda        | JPN  | 1,75     |
| 5     | Wang Yang             | CHN  | 1,75     |
| 5     | Yeung Man Wai         | HKG  | 1,75     |
| 8     | Tsai Ching-jung       | TPE  | 1,75     |

23. April

### Stabhochsprung
| Platz | Athletin       | Land | Höhe (m) |
| ----- | -------------- | ---- | -------- |
| 1     | Li Ling        | CHN  | 4,61 SB  |
| 2     | Xu Huiqin      | CHN  | 4,36 SB  |
| 3     | Natalie Uy     | PHI  | 4,20     |
| 4     | Lim Eun-ji     | KOR  | 4,10     |
| 5     | Sheng Yi-ju    | TPE  | 4,00 =SB |
| 5     | Rena Tanaka    | JPN  | 4,00     |
| 7     | Wu Chia-ju     | TPE  | 4,00 SB  |
| 8     | Alyana Nicolas | PHI  | 3,80     |

23. April

### Weitsprung
| Platz | Athletin           | Land | Weite (m) |
| ----- | ------------------ | ---- | --------- |
| 1     | Lu Minjia          | CHN  | 6,38 SB   |
| 2     | Ayaka Kōra         | JPN  | 6,16      |
| 3     | Yue Ya Xin         | HKG  | 6,15      |
| 4     | Chen Shuiqing      | CHN  | 6,15      |
| 5     | Hitomi Nakano      | JPN  | 6,10      |
| 6     | Roksana Xudoyorova | UZB  | 6,08 PB   |
| 7     | Alina Yablokova    | UZB  | 6,05 PB   |
| 8     | Kim Min-ji         | KOR  | 6,03 SB   |

22. April

### Dreisprung
| Platz | Athletin             | Land | Weite (m) |
| ----- | -------------------- | ---- | --------- |
| 1     | Parinya Chuaimaroeng | THA  | 13,72 SB  |
| 2     | Zeng Rui             | CHN  | 13,65     |
| 3     | Vidusha Lakshani     | SRI  | 13,53 SB  |
| 4     | Irina Ektowa         | KAZ  | 13,40 SB  |
| 5     | Kirthana Ramasamy    | MAS  | 13,33 SB  |
| 6     | Vũ Thị Mến           | VIE  | 13,22 SB  |
| 7     | Bae Chan-mi          | KOR  | 13,07     |
| 8     | Kaede Miyasaka       | JPN  | 12,95     |

23. April

### Kugelstoßen
| Platz | Athletin          | Land | Weite (m) |
| ----- | ----------------- | ---- | --------- |
| 1     | Gong Lijiao       | CHN  | 19,18 SB  |
| 2     | Noora Salem Jasim | BRN  | 18,00 NR  |
| 3     | Song Jiayuan      | CHN  | 17,70     |
| 4     | Nanaka Kori       | JPN  | 15,68     |
| 5     | Aya Ota           | JPN  | 15,50     |
| 6     | Lin Chia-ying     | TPE  | 15,32     |
| 7     | Eki Febri Ekawati | INA  | 14,94 SB  |

21. April

### Diskuswurf
| Platz | Athletin          | Land | Weite (m)   |
| ----- | ----------------- | ---- | ----------- |
| 1     | Feng Bin          | CHN  | 65,36 CR PB |
| 2     | Chen Yang         | CHN  | 61,87 SB    |
| 3     | Subenrat Insaeng  | THA  | 58,20 SB    |
| 4     | Navjeet Dhillon   | IND  | 57,47 SB    |
| 5     | Kamalpreet Kaur   | IND  | 55,59       |
| 6     | Maki Saitō        | JPN  | 52,87 PB    |
| 7     | Jaleh Kardan      | IRI  | 51,49 PB    |
| 8     | Noora Salem Jasim | BRN  | 46,08       |

24. April

### Hammerwurf
| Platz | Athletin         | Land | Weite (m)   |
| ----- | ---------------- | ---- | ----------- |
| 1     | Wang Zheng       | CHN  | 75,66 CR SB |
| 2     | Luo Na           | CHN  | 72,23       |
| 3     | Akane Watanabe   | JPN  | 63,54       |
| 4     | Park Seo-jin     | KOR  | 61,86 PB    |
| 5     | Hitomi Katsuyama | JPN  | 59,70       |
| 6     | Panwat Gimsrang  | THA  | 55,04 SB    |

22. April

### Speerwurf
| Platz | Athletin          | Land | Weite (m) |
| ----- | ----------------- | ---- | --------- |
| 1     | Lü Huihui         | CHN  | 65,83 CR  |
| 2     | Annu Rani         | IND  | 60,22     |
| 3     | Natta Nachan      | THA  | 56,01 PB  |
| 4     | Risa Miyashita    | JPN  | 55,27     |
| 5     | Sanobar Yerkinova | UZB  | 54,75     |
| 6     | Kim Kyung-ae      | KOR  | 54,73     |
| 7     | Kumari Sharmila   | IND  | 54,48     |
| 8     | Li Hui-jun        | TPE  | 52,93     |

21. April

### Siebenkampf
| Platz | Athletin            | Land | Punkte  |
| ----- | ------------------- | ---- | ------- |
| 1     | Yekaterina Voronina | UZB  | 6198 WL |
| 2     | Swapna Barman       | IND  | 5993 SB |
| 3     | Wang Qingling       | CHN  | 5829 SB |
| 4     | Yuki Yamasaki       | JPN  | 5753 SB |
| 5     | Purnima Hembram     | IND  | 5528    |
| 6     | Shen Muhan          | CHN  | 5466 SB |
| 7     | Chu Chia-ling       | TPE  | 5347 SB |
| 8     | Irina Welihanowa    | TKM  | 5344 PB |

22./23. April

## Mixed

### 4 × 400 m Staffel
| Platz | Land                | Athletinnen                                                                   | Zeit (min) |
| ----- | ------------------- | ----------------------------------------------------------------------------- | ---------- |
| 1     | Bahrain             | Musa Isah Aminat Jamal Salwa Eid Naser Abubakar Abbas                         | 3:15,75    |
| 2     | Indien              | Muhammed Anas M. R. Poovamma V. K. Vismaya Arokia Rajiv                       | 3:16,47    |
| 3     | Japan               | Kota Wakabayashi Konomi Takeishi Mayu Inaoka Kentarō Satō                     | 3:20,29    |
| 4     | Kasachstan          | Swetlana Golendowa Andrei Sokolow Elina Michina Michail Litwin                | 3:20,73    |
| 5     | Volksrepublik China | He Ke Yu Yang Huang Guifen Feng Zhiqiang                                      | 3:21,51    |
| 6     | Tadschikistan       | Alischer Pulotow Gulsunbi Scharifowa Kristina Pronschenko Grigorij Derepaskin | 3:27,35    |

23. April

## Abkürzungen
| - WR = Weltrekord - WJR = Juniorenweltrekord - OR = olympischer Rekord - YOR = olympischer Jugendrekord - AR = Kontinentalrekord - AJR = Juniorenkontinentalrekord - NR = nationaler Rekord - NJR = nationaler Juniorenrekord - CR = Meisterschaftsrekord - MR = Veranstaltungsrekord | - WB = Weltbestleistung - WJB = Juniorenweltbestleistung - WYB = Jugendweltbestleistung - AB = Kontinentbestleistung - AJB = Juniorenkontinentalbestleistung - AYB = Jugendkontinentalbestleistung - NB = nationale Bestleistung - NJB = nationale Juniorenbestleistung - NYB = nationale Jugendbestleistung | - PB = persönliche Bestleistung - SB = persönliche Saisonbestleistung - QB = Qualifikationsbestleistung - WL = Weltjahresbestleistung - WJL = Juniorenweltjahresbestleistung - WYL = Jugendweltjahresbestleistung - DSQ = disqualifiziert (engl. Disqualified) - DNS = Wettkampf nicht angetreten (engl. Did Not Start) - DNF = Wettkampf nicht beendet (engl. Did Not Finish) |